# Antoni Weyssenhoff
Antoni Weyssenhoff (ur. 23 marca 1947 w Krakowie, zm. 16 kwietnia 2010 tamże) – pedagog, doktor nauk humanistycznych, instruktor harcerski ZHP, harcmistrz, dyrektor XXVII Liceum Ogólnokształcącego im. Henryka Jordana w Krakowie i Centrum Młodzieży im. dr. Henryka Jordana w Krakowie, działacz społeczny, pomysłodawca i założyciel Polskiego Stowarzyszenia Wychowania Pozaszkolnego im. Aleksandra Kamińskiego oraz Towarzystwa Inicjatyw Wychowawczych im. Janusza Korczaka, Kawaler Orderu Uśmiechu.

## Życiorys
Od wczesnych lat młodzieńczych był harcerzem i właśnie w drużynie harcerskiej jako szesnastolatek poznał czternastoletnią wówczas Annę, swoją przyszłą żonę. Absolwent III Liceum Ogólnokształcącego w Krakowie. Po maturze początkowo studiował fizykę, a następnie pedagogikę na Wydziale Filozoficzno-Historycznym Uniwersytetu Jagiellońskiego. W 1977 uzyskał stopień doktora nauk humanistycznych na Uniwersytecie Jagiellońskim.
Pracował w krakowskich placówkach oświatowych: Szkole Podstawowej nr 93, a następnie X Liceum Ogólnokształcącym. W latach 1975–1982 był również pracownikiem naukowym Akademii Górniczo-Hutniczej im. Stanisława Staszica w Krakowie. Od 1983 nauczyciel akademicki Politechniki Krakowskiej im. Tadeusza Kościuszki.
W latach 1959–2000 działał w Związku Harcerstwa Polskiego. Był zastępcą komendanta hufca, członkiem Rady i Komendy Chorągwi Krakowskiej ZHP, założycielem i Komendantem Chorągwianej Szkoły Instruktorów oraz komendantem wielu harcerskich akcji szkoleniowych i wypoczynkowych. W 1977 doprowadził do pierwszego spotkania krakowskich harcerzy ze skautami we Francji, stając się prekursorem międzynarodowej wymiany młodzieży w Małopolsce. Zapoczątkowane przez niego kontakty doprowadziły do podpisania umów partnerskich pomiędzy Krakowem a Orleanem i między Małopolską a Regionem Centre.
W październiku 1982 objął stanowisko dyrektora Pałacu Młodzieży im. dr Henryka Jordana (obecnie Centrum Młodzieży). W latach 80. XX w. tworzył samorządny ruch placówek wychowania pozaszkolnego – edukacji nieformalnej, m.in. w Europejskim Stowarzyszeniu Instytucji Czasu Wolnego Dzieci i Młodzieży (EAICY) z siedzibą w Pradze, którego był prezesem przez dwie kadencje oraz w Ogólnopolskiej Radzie Placówek Wychowania Pozaszkolnego i Polskim Stowarzyszeniu Wychowania Pozaszkolnego jako jego przewodniczący. Dążył do integracji ogólnopolskiego środowiska pedagogów wychowania pozaszkolnego, organizując od 1993 Ogólnopolski Sejmik Placówek Wychowania Pozaszkolnego, który powołał w 1995 Krajową Radę Placówek Wychowania Pozaszkolnego.
W latach 1994–1998 był radnym Miasta Krakowa. W lipcu 2009 Prezydent RP Lech Kaczyński powołał go do Społecznego Komitetu Odnowy Zabytków Krakowa.
W 2002 został odznaczony Orderem Uśmiechu. Wręczenie odznaczenia odbyło się 28 maja 2003 podczas uroczystości otwarcia Muzeum Orderu Uśmiechu w Rabce-Zdroju na terenie Rodzinnego Parku Rozrywki „Rabkoland”. 7 Listopada 2002 za wybitne zasługi w pracy pedagogicznej, za osiągnięcia w działalności na rzecz wychowania pozaszkolnego młodzieży został odznaczony przez Prezydenta RP Aleksandra Kwaśniewskiego Krzyżem Kawalerskim Orderu Odrodzenia Polski.
Wypoczywał najchętniej w Bukowinie Tatrzańskiej, wśród przyjaciół na Rusińskim Wierchu. Za propagowanie walorów Bukowiny Tatrzańskiej wśród młodzieży i pedagogów z Polski i Europy, za utworzenie ośrodka szkoleniowo-wypoczynkowego na Rusińskim Wierchu prowadzonego przez Towarzystwo Inicjatyw Wychowawczych im. Janusza Korczaka i wkład w takie wydarzenia, jak Karnawał Góralski oraz Sabałowe Bajania, Roztańczona Europa we współpracy z Domem Ludowym otrzymał honorowe obywatelstwo Bukowiny Tatrzańskiej.
Zmarł 16 kwietnia 2010 w Krakowie i został pochowany na Cmentarzu Rakowickim (cmentarzu wojskowym przy ul. Prandoty) (pas 101, grób 38).

## Nawiązania
Od 2021 roku, miasto Kraków organizuje konkurs "Nagroda im. Antoniego Weyssenhoffa". Kandydatów do nagrody wybiera młodzież krakowskich szkół i uczelni w wieku 13-26 lat. 
Kandydaci mogą zostać laureatami w dwóch kategoriach:
- "Złoty Weyssenhoff" - "za realizację działań na rzecz młodzieży"
- "Diamentowy Weyssenhoff - "za całokształt pracy z młodzieżą".

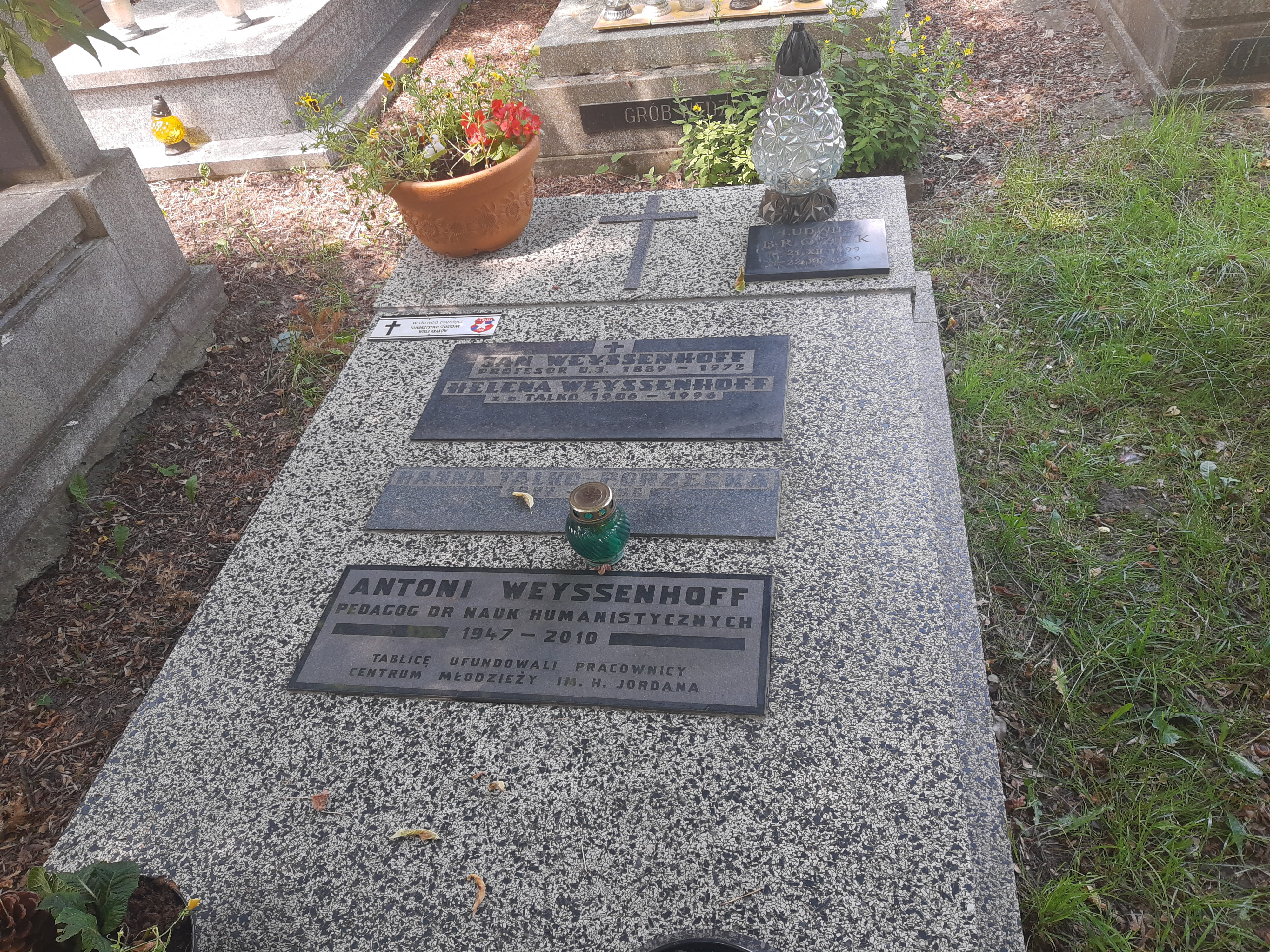
Grób Jana i Antoniego Weyssenhoffów na cmentarzu przy ul. Prandoty

## Odznaczenia i nagrody
- Krzyż Kawalerski Orderu Odrodzenia Polski (2002)[6]
- Złoty Krzyż Zasługi (1983)
- Srebrny Krzyż Zasługi (1978)
- Medal Komisji Edukacji Narodowej (1981)
- Medal im. dr. Henryka Jordana (2003)
- Order Uśmiechu (2002)
- Odznaka „Honoris Gratia”(2010)
- Nagroda Ministra Edukacji Narodowej – trzykrotnie (1988, 2000, 2005)
- Nagroda Małopolskiego Kuratora Oświaty – trzykrotnie (1985, 1997, 1999)
- Nagroda Prezydenta Miasta Krakowa – czterokrotnie (1998, 1999, 2000, 2004)
- Nagroda Edukacyjna Stołecznego Królewskiego Miasta Krakowa (2008)